# Antimelatoma buchanani maorum
Antimelatoma buchanani maorum es una subespecie de molusco gasterópodo de la familia Turridae en el orden de los Neogastropoda.

## Distribución geográfica
Se encuentra en Nueva Zelanda